# Aberdeen North (circonscription du Parlement britannique)
Pour les articles homonymes, voir Aberdeen North et Aberdeen.
Circonscription parlementaire de la Chambre des communes
Aberdeen North est une circonscription électorale britannique située en Écosse.

## Géographie
La circonscription comprend:
- La partie nord de la ville d'Aberdeen
  - Les quartiers de Old Aberdeen, Kittybrewster, Bridge of Don, Tillydrone, Hayton, Bucksburn, Northfield, Rosehill, Cornhill, Summerhill, Rosemount et Kingswell
- La colline de Brimmond Hill

## Liste des députés
| Élection       | Élection | MP                       | Parti              |
| -------------- | -------- | ------------------------ | ------------------ |
| Aberdeen North |          |                          |                    |
|                | 1885     | William Alexander Hunter | Parti libéral      |
|                | 1986     | Duncan Vernon Pirie      | Parti libéral      |
|                | 1918     | Frank Herbert Rose       | Parti travailliste |
|                | 1928     | William Wedgwood Benn    | Parti travailliste |
|                | 1931     | John George Burnett      | Parti unioniste    |
|                | 1935     | George Trefgarne         | Parti travailliste |
|                | 1945     | Hector Hughes            | Parti travailliste |
|                | 1970     | Robert Hughes            | Parti travailliste |
|                | 1997     | Malcolm Savidge          | Parti travailliste |
|                | 2005     | Frank Doran              | Parti travailliste |
|                | 2015     | Kirsty Blackman          | SNP                |

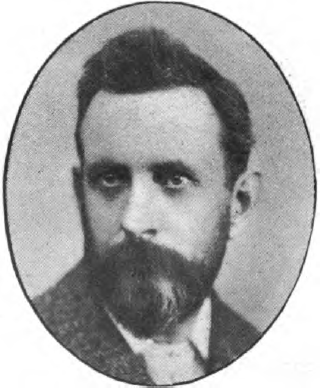
Frank Herbert Rose (1918-1928)
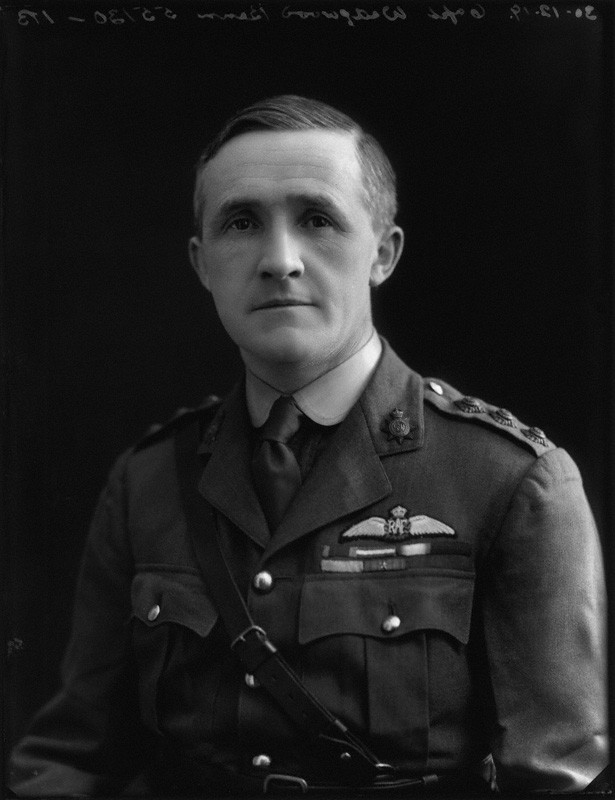
Wedgwood Benn (1928-1931)
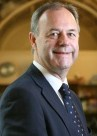
Frank Doran (2005-2015)
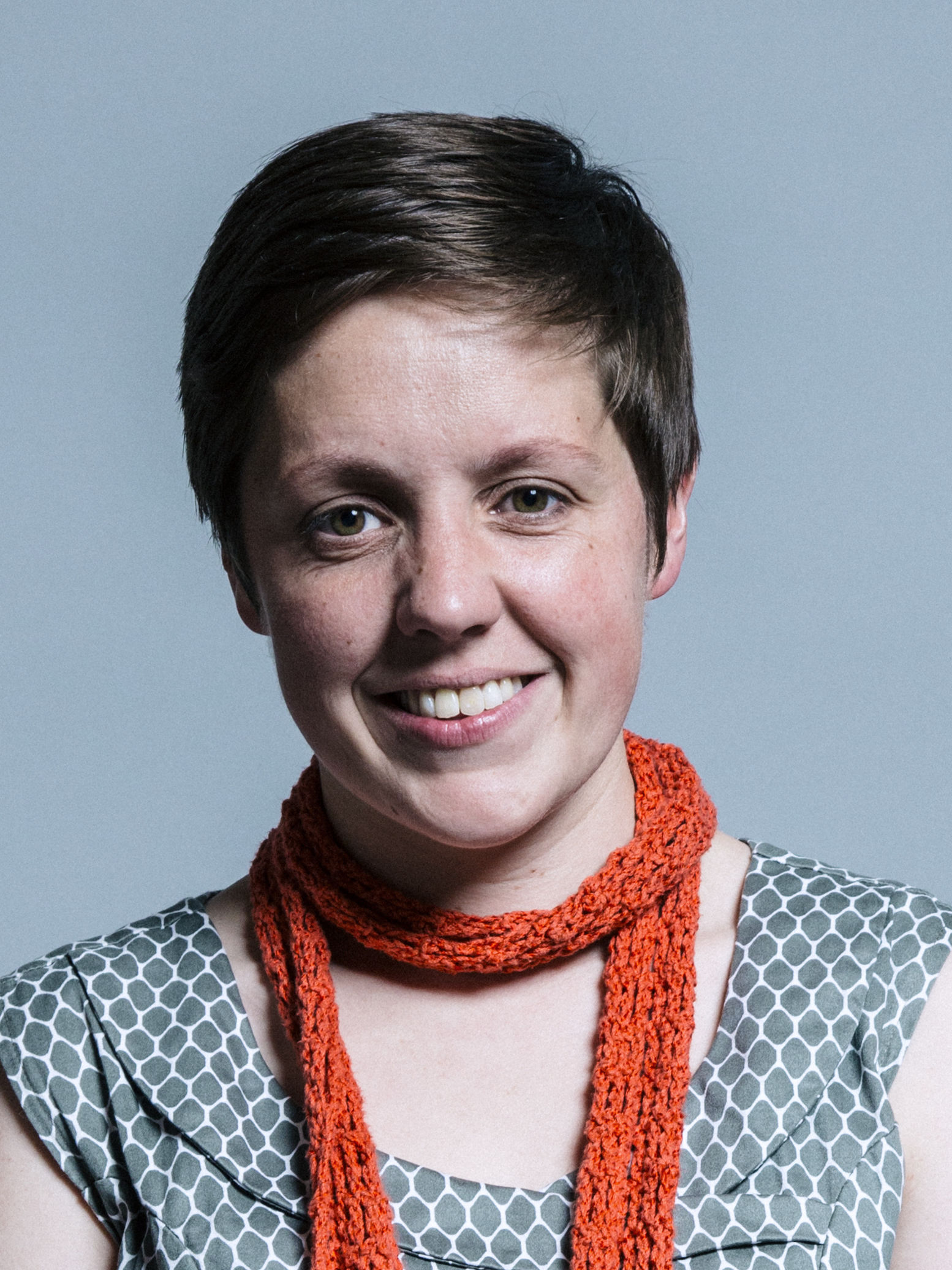
Kirsty Blackman (2015-Présent)

## Référence
- (en) Cet article est partiellement ou en totalité issu de l’article de Wikipédia en anglais intitulé « Aberdeen North (UK Parliament constituency) » (voir la liste des auteurs).
- Carte des circonscriptions du Royaume-Uni — Ordnance Survey (Service cartographique du Royaume-Uni)

1. ↑  (en) BBC News, « UK results 2019 », sur bbc.com (consulté le 13 décembre 2019)